# JUNKO THE BEST
『JUNKO THE BEST』（ジュンコ・ザ・ベスト）は、1980年10月21日に発売された八神純子のベスト・アルバム。八神としては初のベスト・アルバムで、1980年のオリコン週間LPチャートで最高位1位を記録した。 

## 解説
初回リリース時のキャッチコピーは「こんなアルバムが欲しかった」。LP版は10曲を収録、カセット版ではさらに6曲が追加収録されている。
ベストアルバムと銘打っているが、LPのA面に収録された4曲は新録音である。いずれもヤマハポピュラーソングコンテスト出身アーティストのカバーまたは提供曲である。
B面には「思い出は美しすぎて」「みずいろの雨」などのヒット曲が収録されている。中でも「想い出のスクリーン」「パープルタウン 〜You Oughta Know By Now〜」の2曲は大ヒットしたにもかかわらずオリジナルアルバム未収録であったが、このベスト・アルバムで初めてアルバムに収録された。
CDは再発売により、3つのバージョンが存在する。CDの収録曲はいずれもLPと同じ10曲。

## リリース日一覧
| 地域 | リリース日     | レーベル                   | 規格     | カタログ番号 | 備考                       |
| ---- | -------------- | -------------------------- | -------- | ------------ | -------------------------- |
| 日本 | 1980年10月21日 | ディスコメイトレコード     | 30cmLP   | DSF-8003     | STEREO                     |
| 日本 | 1980年10月21日 | ディスコメイトレコード     | カセット | DCF-4501     | STEREO                     |
| 日本 | 1996年6月21日  | コンチネンタル             | 12cmCD   | TECN-15348   | STEREO                     |
| 日本 | 2007年11月21日 | ビクターエンタテインメント | 12cmCD   | VICL-62666   | 紙ジャケット仕様           |
| 日本 | 2010年6月16日  | ビクターエンタテインメント | 12cmCD   | VICL-70089   | デジタルリマスター、SHM-CD |

## 収録曲

### LP

#### SIDE A (20分7秒)
1. うまくいかなくても (4分35秒)
作詞・作曲：柴田容子、編曲：後藤次利
柴田容子のカバー（アルバム『とまり木』収録曲）。
2. 愛色の季節 (4分56秒)
作詞：松本隆、作曲：萩田光雄、編曲：鈴木茂
関西ポプコン出身の男女コーラスグループ「風コーラス団」のカバー（1974年のデビュー・アルバム『愛色の季節』収録曲）[2]。
3. Be My Best Friend (5分7秒)
作詞・作曲：山川恵津子、編曲：鈴木茂
山川恵津子からの提供曲（山川の作曲家デビュー作）。
4. 私の歌の心の世界 (5分29秒)
作詞・作曲：高田真樹子、編曲：後藤次利
高田真樹子のカバー（アルバム『MAKIKO first』収録曲）。

#### SIDE B (22分54秒)
1. 甘い生活 (4分45秒)
作詞：三浦徳子、作曲：八神純子、編曲：後藤次利・瀬尾一三
オリジナルアルバム未収録。
2. みずいろの雨 (3分24秒)
作詞：三浦徳子、作曲：八神純子、編曲：大村雅朗
3. 時の流れに (3分38秒)
作詞：八神純子、作曲：八神純子・戸塚修、編曲：戸塚修
アルバム『思い出は美しすぎて』収録曲（ボーカルトラックが異なる）。
4. 思い出は美しすぎて (3分12秒)
作詞・作曲：八神純子、編曲：戸塚修
5. 想い出のスクリーン (3分42秒)
作詞：三浦徳子、作曲：八神純子、編曲：大村雅朗
オリジナルアルバム未収録。
6. パープルタウン 〜You Oughta Know By Now〜 (4分9秒)
作詞：三浦徳子、作曲：八神純子・R. Kennedy・J. Conrad・D. Foster、編曲：大村雅朗
オリジナルアルバム未収録。

### カセットテープ

#### SIDE 1 (35分29秒)
1. パープルタウン 〜You Oughta Know By Now〜
作詞：三浦徳子、作曲：八神純子・R. Kennedy・J. Conrad・D. Foster、編曲：大村雅朗
2. Be My Best Friend
作詞・作曲：山川恵津子、編曲：鈴木茂
3. 愛色の季節
作詞：松本隆、作曲：萩田光雄、編曲：鈴木茂
4. 渚
作詞・作曲：八神純子、編曲：大村雅朗
5. ポーラー・スター
作詞：八神純子・三浦徳子、作曲：八神純子、編曲：大村雅朗
6. 夜間飛行
作詞：八神純子、作曲・編曲：後藤次利
7. 思い出は美しすぎて
作詞・作曲：八神純子、編曲：戸塚修

#### SIDE 2 (33分12秒)
1. 甘い生活
作詞：三浦徳子、作曲：八神純子、編曲：後藤次利、瀬尾一三
2. みずいろの雨
作詞：三浦徳子、作曲：八神純子、編曲：大村雅朗
3. 時の流れに
作詞：八神純子、作曲：八神純子・戸塚修、編曲：戸塚修
4. 想い出のスクリーン
作詞：三浦徳子、作曲：八神純子、編曲：大村雅朗
5. バースデイ・ソング
作詞・作曲：八神純子、編曲：戸塚修
アルバム『素顔の私』収録曲。
6. 明日に向かって行け
作詞：八神純子、作曲：八神純子・大村雅朗、編曲：大村雅朗
アルバム『素顔の私』収録曲。
7. うまくいかなくても
作詞・作曲：柴田容子、編曲：後藤次利
8. 私の歌の心の世界
作詞・作曲：高田真樹子、編曲：後藤次利

### CD
1. うまくいかなくても
作詞・作曲：柴田容子、編曲：後藤次利
2. 愛色の季節
作詞：松本隆、作曲：萩田光雄、編曲：鈴木茂
3. Be My Best Friend
作詞・作曲：山川恵津子、編曲：鈴木茂
4. 私の歌の心の世界
作詞・作曲：高田真樹子、編曲：後藤次利
5. 甘い生活
作詞：三浦徳子、作曲：八神純子、編曲：後藤次利・瀬尾一三
6. みずいろの雨
作詞：三浦徳子、作曲：八神純子、編曲：大村雅朗
7. 時の流れに
作詞：八神純子、作曲：八神純子・戸塚修、編曲：戸塚修
8. 思い出は美しすぎて
作詞・作曲：八神純子、編曲：戸塚修
9. 想い出のスクリーン
作詞：三浦徳子、作曲：八神純子、編曲：大村雅朗
10. パープルタウン 〜You Oughta Know By Now〜
作詞：三浦徳子、作曲：八神純子・R. Kennedy・J. Conrad・D. Foster、編曲：大村雅朗

## 制作クレジット
- エグゼクティブ・プロデューサー - 川上源一
- プロデューサー - 奥島吉雄
- レコーディング・ディレクター - 日朝幸雄、萩野マサ
- エンジニア - 石塚良一、ビル・高橋
- A&R プロモーター - Kunio Kaneko
- アーティスト・マネージャー - Yuji Suzuki
- 写真 - Hataken
- デザイン - 荒井博文＋Girl
- アート・コーディネーター - Toshinori Goshono

## タイアップ
| 曲順 | 曲名                                      | タイアップ                                       |
| ---- | ----------------------------------------- | ------------------------------------------------ |
| B6   | パープルタウン 〜You Oughta Know By Now〜 | 日本航空I♡NYキャンペーン イメージ・ソング        |
| B6   | パープルタウン 〜You Oughta Know By Now〜 | ショッピングセンター パープルタウン テーマソング |